# Брых, Януш
Януш Брых (пол. Janusz Brych; 21 января 1929, Гродзец, Бендзинский повят — 15 января 2011, Варшава) — польский политик времён ПНР, первый секретарь Щецинского воеводского комитета ПОРП в 1971—1980. Занял позицию диалога с забастовщиками в августе 1980, подписал Щецинское соглашение с Межзаводским забастовочным комитетом. Пытался проводить компромиссный курс в отношении Солидарности. Впоследствии функционер аппарата ЦК ПОРП, МИД и Госсовета ПНР.

## Партийный технократ
Родился в семье бригадира угольной шахты из деревни Гродзец (ныне — район Бендзина). Его отец Стефан Брых при нацистской оккупации состоял в подпольной Организации Белого орла, был арестован гестапо и казнён в Маутхаузене. С четырнадцатилетнего возраста Януш Брых работал слесарем на шахте. После школы поступил во Вроцлавский политехнический университет, окончил авиационный факультет. В 1952—1962 занимал руководящие должности на авиазаводе в Мелеце.
С 1945 Януш Брых состоял в СПМ (польский комсомол), с 1952 — в правящей компартии ПОРП. В 1962 переведён из хозяйственного аппарата в партийный. До 1968 был секретарём по экономике Жешувского воеводского комитета ПОРП. В 1969—1971 — заместитель министра машиностроения ПНР. В сентябре 1971 назначен первым секретарём Щецинского воеводского комитета ПОРП (сменил на этом посту Эугениуша Олубека). Был кооптирован в ЦК ПОРП. С 1972 по 1985 — депутат сейма ПНР.
Руководство Щецинским комитетом Брых принял после событий зимы 1970/1971 — массового рабочего протеста и вооружённого подавления. Его недавний предшественник Антоний Валашек был фактически свергнут, здание воеводского комитета ПОРП сожжено. Новое партийно-государственное руководство во главе с Эдвардом Гереком требовало от региональных секретарей стабилизировать положение без применения насилия — социальным маневрированием, имитацией диалога, пропагандой позитива и т. д. В этом смысле партийный технократ Януш Брых являлся типичным «герековским кадром». В то же время, по оценке Казимежа Барциковского, Брых был «сильным человеком» Щецина, который «железной рукой контролировал положение, опираясь на администрацию, милицию и госбезопасность».

## В Щецине 1980

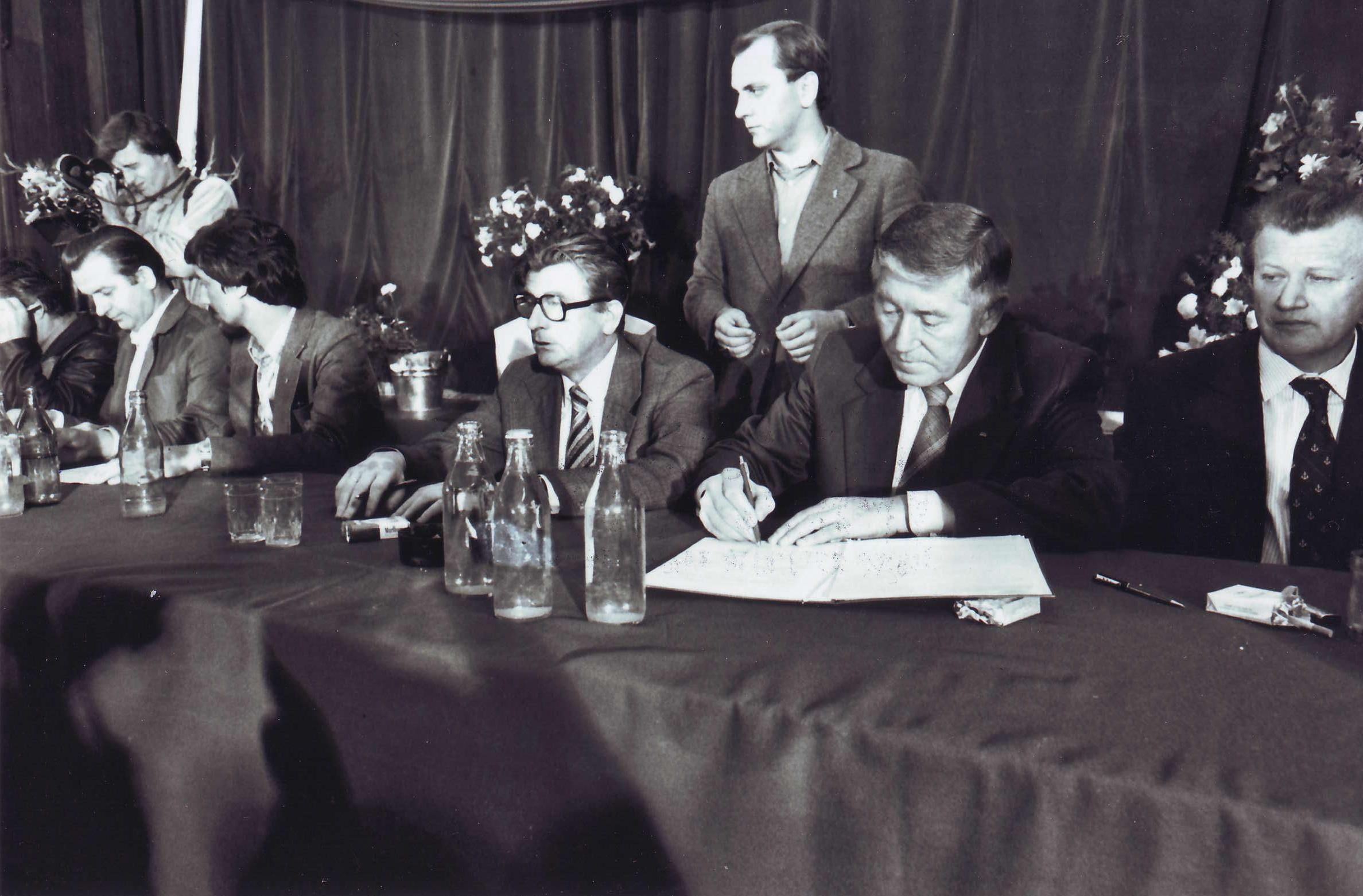
Януш Брых подписывает Щецинское соглашение, 30 августа 1980

В августе 1980 года в Польше началось мощное забастовочное движение. Один из центров сложился в Щецине. На Щецинской судоверфи им. Варского базировался Межзаводской забастовочный комитет (MKS) под председательством убеждённого антикоммуниста Мариана Юрчика.
Януш Брых, не желавший повторить опыт Валашека, был категорическим противником силового подавления. 18 августа он приехал на судоремонтный завод Parnica и вступил в диалог с забастовщиками. На следующий день Брых встретился на Щецинской судоверфи с членами MKS. Первый секретарь явно пытался тянуть время: долго обсуждал, в каком помещении проводить переговоры, всячески переводил на процедурную тематику (порядок составления и подачи требований и т. п.) — тогда как рабочие говорили о поддержке 21 требования Гданьского MKS, гражданских и политических свободах, свободе польской католической церкви, отмене цензуры, обнародовании правды о Катынском расстреле. Но настроенность Брыха на диалог, а не на подавление была очевидна. В телефонном разговоре с премьер-министром Юзефом Пиньковским он дал понять, что не видит силового решения («это невозможно без большой драки, как в 1970»).
Для переговоров в Щецин прибыла правительственная делегация во главе с вице-премьером Казимежем Барциковским. В её состав был включён и Януш Брых. 30 августа 1980 было заключено Щецинское соглашение между правительством и MKS. Среди подписавших с правительственной стороны был и первый секретарь Брых.
Результатом Августовских соглашений, в том числе Щецинского, стало создание независимого профсоюза Солидарность. Щецинский профцентр «Солидарности» под председательством Юрчика был одним из самых активных и радикальных. Щецинский воеводский комитет ПОРП под руководством Брыха проводил умеренный курс — своего рода промежуточная позиция между сотрудничеством Тадеуша Фишбаха (Гданьский воеводский комитет ПОРП) и конфронтационностью Анджея Жабиньского (Катовицкий воеводский комитет ПОРП). При этом в политике Брыха больше сходства было с Фишбахом, нежели с Жабиньским.
Уже осенью 1980 в Политбюро ЦК ПОРП стала усиливаться линия «партийного бетона» — на конфронтацию и подавление «Солидарности». Такие деятели, как Анджей Жабиньский, Мирослав Милевский, Стефан Ольшовский, Тадеуш Грабский, не принимали двойственной позиции Януша Брыха — разделявшего «рабочую и реакционную тенденции» независимого профсоюза. 7 ноября 1980 Брых был снят с должности первого секретаря в Щецине (заменён сторонником «жёсткой линии» Казимежем Цыпрыняком; с мая 1981 воеводским первым секретарём стал Станислав Мискевич).

## В ЦК, Москве и отставке
Януш Брых был переведён в Варшаву на должность заведующего социально-профсоюзным отделом ЦК ПОРП. Занимал эту должность до октября 1981. Был секретарём консультативного комитета по делам профсоюзов при Госсовете. Во время военного положения и до 1986 находился в Москве, состоял в штате посольства ПНР в СССР. Вернувшись в Польшу, с 1986 по 1989 был старшим инспектором (инструктором) ЦК, главным специалистом Госсовета по вопросам самоуправления.
В процессе смены общественно-политического строя Польши 1989—1991 заметного участия не принимал. С 1990 пребывал на пенсии. Скончался незадолго до своего 82-летия. Похоронен на кладбище Воинские Повонзки.
Януш Брых был женат, имел сына и дочь. К золотой свадьбе в 2002 президент Александр Квасьневский наградил Януша и Марию Брых медалью «За долголетнюю супружескую жизнь».